# Xã Fairmount, Quận Grant, Indiana
Xã Fairmount (tiếng Anh: Fairmount Township) là một xã thuộc quận Grant, tiểu bang Indiana, Hoa Kỳ. Năm 2010, dân số của xã này là 4.239 người.